# Frederik IV van Denemarken
Frederik IV (Kopenhagen, 11 oktober 1671 – Odense, 12 oktober 1730) was koning van Denemarken en Noorwegen van 1699 tot zijn dood in 1730. Hij was de oudste zoon van Christiaan V van Denemarken. Hij trouwde met Louise van Mecklenburg in 1695. Samen kregen ze vijf kinderen. Koning Frederik was een tijd bigamist, aangezien hij een morganatisch huwelijk sloot met zijn maîtresse Anne Sophie Reventlow zonder te scheiden van zijn eerste echtgenote. De kerkelijke autoriteiten verhinderden dit niet, maar volgden een doctrine die refereerde aan de Bijbelse polygamie van de Hebreeuwse patriarchen. Kort na Louises dood in 1721 hertrouwde hij met Anne Sophie die hij uitriep tot koningin. De twee kinderen uit dit huwelijk zijn op zeer jonge leeftijd overleden.
Tijdens zijn regeerperiode woedde de Grote Noordse Oorlog (1700-1721). Frederik voerde de Deense troepen aan bij de slag bij Gadebusch in 1712. Hoewel Denemarken meevocht aan de zijde van de overwinnaars, verzuimde het de verloren bezittingen in Zuid-Zweden te heroveren. Het voor Denemarken belangrijkste gevolg van de oorlog was de vernietiging van het pro-Zweedse hertogdom Holstein-Gottorp, waardoor de Deense invloed in Sleeswijk-Holstein kon worden hersteld.
Vanaf 1721 vestigde Denemarken weer een permanente bewoning op Groenland, na een afwezigheid van drie eeuwen.

## Kinderen
Met Louise:
- Christiaan (1697–1698)
- Christiaan, volgde zijn vader op als koning van Denemarken
- Frederik Karel (1701–1702)
- George (1703–1704)
- Charlotte Amalia (1706–1782)

## Kwartierstaat
| Christiaan IV van Denemarken (1577-1648) | Christiaan IV van Denemarken (1577-1648) | Christiaan IV van Denemarken (1577-1648) | Christiaan IV van Denemarken (1577-1648) | Christiaan IV van Denemarken (1577-1648) | Christiaan IV van Denemarken (1577-1648) | Anna Catharina van Brandenburg (1575-1612) | Anna Catharina van Brandenburg (1575-1612) | Anna Catharina van Brandenburg (1575-1612)   | Anna Catharina van Brandenburg (1575-1612)   | Anna Catharina van Brandenburg (1575-1612)   | Anna Catharina van Brandenburg (1575-1612)   |                                              |                                              | George van Brunswijk-Calenberg (1582-1641) | George van Brunswijk-Calenberg (1582-1641) | George van Brunswijk-Calenberg (1582-1641)       | George van Brunswijk-Calenberg (1582-1641)       | George van Brunswijk-Calenberg (1582-1641)       | George van Brunswijk-Calenberg (1582-1641)       | Anna Eleonora van Hessen-Darmstadt (1601-1659)   | Anna Eleonora van Hessen-Darmstadt (1601-1659)   | Anna Eleonora van Hessen-Darmstadt (1601-1659) | Anna Eleonora van Hessen-Darmstadt (1601-1659) | Anna Eleonora van Hessen-Darmstadt (1601-1659) | Anna Eleonora van Hessen-Darmstadt (1601-1659) |                                          |                                          | Willem V van Hessen-Kassel (1602-1637)   | Willem V van Hessen-Kassel (1602-1637)   | Willem V van Hessen-Kassel (1602-1637) | Willem V van Hessen-Kassel (1602-1637) | Willem V van Hessen-Kassel (1602-1637)         | Willem V van Hessen-Kassel (1602-1637)         | Amalia Elisabeth van Hanau-Münzenberg (1602-1651) | Amalia Elisabeth van Hanau-Münzenberg (1602-1651) | Amalia Elisabeth van Hanau-Münzenberg (1602-1651) | Amalia Elisabeth van Hanau-Münzenberg (1602-1651) | Amalia Elisabeth van Hanau-Münzenberg (1602-1651) | Amalia Elisabeth van Hanau-Münzenberg (1602-1651) |                                                |                                                | Georg Willem van Brandenburg (1595-1640)       | Georg Willem van Brandenburg (1595-1640)       | Georg Willem van Brandenburg (1595-1640)  | Georg Willem van Brandenburg (1595-1640)  | Georg Willem van Brandenburg (1595-1640)  | Georg Willem van Brandenburg (1595-1640)  | Elisabeth Charlotte van de Palts (1597-1660) | Elisabeth Charlotte van de Palts (1597-1660) | Elisabeth Charlotte van de Palts (1597-1660) | Elisabeth Charlotte van de Palts (1597-1660) | Elisabeth Charlotte van de Palts (1597-1660) | Elisabeth Charlotte van de Palts (1597-1660) |  |  |  |  |  |  |  |  |  |  |  |  |  |  |  |  |  |  |  |  |  |  |  |  |  |  |  |  |  |  |  |  |  |  |  |  |  |  |  |  |  |  |  |  |  |  |  |  |
| Christiaan IV van Denemarken (1577-1648) | Christiaan IV van Denemarken (1577-1648) | Christiaan IV van Denemarken (1577-1648) | Christiaan IV van Denemarken (1577-1648) | Christiaan IV van Denemarken (1577-1648) | Christiaan IV van Denemarken (1577-1648) | Anna Catharina van Brandenburg (1575-1612) | Anna Catharina van Brandenburg (1575-1612) | Anna Catharina van Brandenburg (1575-1612)   | Anna Catharina van Brandenburg (1575-1612)   | Anna Catharina van Brandenburg (1575-1612)   | Anna Catharina van Brandenburg (1575-1612)   |                                              |                                              | George van Brunswijk-Calenberg (1582-1641) | George van Brunswijk-Calenberg (1582-1641) | George van Brunswijk-Calenberg (1582-1641)       | George van Brunswijk-Calenberg (1582-1641)       | George van Brunswijk-Calenberg (1582-1641)       | George van Brunswijk-Calenberg (1582-1641)       | Anna Eleonora van Hessen-Darmstadt (1601-1659)   | Anna Eleonora van Hessen-Darmstadt (1601-1659)   | Anna Eleonora van Hessen-Darmstadt (1601-1659) | Anna Eleonora van Hessen-Darmstadt (1601-1659) | Anna Eleonora van Hessen-Darmstadt (1601-1659) | Anna Eleonora van Hessen-Darmstadt (1601-1659) |                                          |                                          | Willem V van Hessen-Kassel (1602-1637)   | Willem V van Hessen-Kassel (1602-1637)   | Willem V van Hessen-Kassel (1602-1637) | Willem V van Hessen-Kassel (1602-1637) | Willem V van Hessen-Kassel (1602-1637)         | Willem V van Hessen-Kassel (1602-1637)         | Amalia Elisabeth van Hanau-Münzenberg (1602-1651) | Amalia Elisabeth van Hanau-Münzenberg (1602-1651) | Amalia Elisabeth van Hanau-Münzenberg (1602-1651) | Amalia Elisabeth van Hanau-Münzenberg (1602-1651) | Amalia Elisabeth van Hanau-Münzenberg (1602-1651) | Amalia Elisabeth van Hanau-Münzenberg (1602-1651) |                                                |                                                | Georg Willem van Brandenburg (1595-1640)       | Georg Willem van Brandenburg (1595-1640)       | Georg Willem van Brandenburg (1595-1640)  | Georg Willem van Brandenburg (1595-1640)  | Georg Willem van Brandenburg (1595-1640)  | Georg Willem van Brandenburg (1595-1640)  | Elisabeth Charlotte van de Palts (1597-1660) | Elisabeth Charlotte van de Palts (1597-1660) | Elisabeth Charlotte van de Palts (1597-1660) | Elisabeth Charlotte van de Palts (1597-1660) | Elisabeth Charlotte van de Palts (1597-1660) | Elisabeth Charlotte van de Palts (1597-1660) |  |  |  |  |  |  |  |  |  |  |  |  |  |  |  |  |  |  |  |  |  |  |  |  |  |  |  |  |  |  |  |  |  |  |  |  |  |  |  |  |  |  |  |  |  |  |  |  |
|                                          |                                          |                                          |                                          |                                          |                                          |                                            |                                            |                                              |                                              |                                              |                                              |                                              |                                              |                                            |                                            |                                                  |                                                  |                                                  |                                                  |                                                  |                                                  |                                                |                                                |                                                |                                                |                                          |                                          |                                          |                                          |                                        |                                        |                                                |                                                |                                                   |                                                   |                                                   |                                                   |                                                   |                                                   |                                                |                                                |                                                |                                                |                                           |                                           |                                           |                                           |                                              |                                              |                                              |                                              |                                              |                                              |  |  |  |  |  |  |  |  |  |  |  |  |  |  |  |  |  |  |  |  |  |  |  |  |  |  |  |  |  |  |  |  |  |  |  |  |  |  |  |  |  |  |  |  |  |  |  |  |
|                                          |                                          |                                          |                                          | Frederik III van Denemarken (1609-1670)  | Frederik III van Denemarken (1609-1670)  | Frederik III van Denemarken (1609-1670)    | Frederik III van Denemarken (1609-1670)    | Frederik III van Denemarken (1609-1670)      | Frederik III van Denemarken (1609-1670)      |                                              |                                              |                                              |                                              |                                            |                                            | Sophia Amalia van Brunswijk-Lüneburg (1628-1685) | Sophia Amalia van Brunswijk-Lüneburg (1628-1685) | Sophia Amalia van Brunswijk-Lüneburg (1628-1685) | Sophia Amalia van Brunswijk-Lüneburg (1628-1685) | Sophia Amalia van Brunswijk-Lüneburg (1628-1685) | Sophia Amalia van Brunswijk-Lüneburg (1628-1685) |                                                |                                                |                                                |                                                |                                          |                                          |                                          |                                          |                                        |                                        | Willem VI van Hessen-Kassel (1629-1663)        | Willem VI van Hessen-Kassel (1629-1663)        | Willem VI van Hessen-Kassel (1629-1663)           | Willem VI van Hessen-Kassel (1629-1663)           | Willem VI van Hessen-Kassel (1629-1663)           | Willem VI van Hessen-Kassel (1629-1663)           |                                                   |                                                   |                                                |                                                |                                                |                                                | Hedwig Sophie van Brandenburg (1623-1683) | Hedwig Sophie van Brandenburg (1623-1683) | Hedwig Sophie van Brandenburg (1623-1683) | Hedwig Sophie van Brandenburg (1623-1683) | Hedwig Sophie van Brandenburg (1623-1683)    | Hedwig Sophie van Brandenburg (1623-1683)    |                                              |                                              |                                              |                                              |  |  |  |  |  |  |  |  |  |  |  |  |  |  |  |  |  |  |  |  |  |  |  |  |  |  |  |  |  |  |  |  |  |  |  |  |  |  |  |  |  |  |  |  |  |  |  |  |
|                                          |                                          |                                          |                                          | Frederik III van Denemarken (1609-1670)  | Frederik III van Denemarken (1609-1670)  | Frederik III van Denemarken (1609-1670)    | Frederik III van Denemarken (1609-1670)    | Frederik III van Denemarken (1609-1670)      | Frederik III van Denemarken (1609-1670)      |                                              |                                              |                                              |                                              |                                            |                                            | Sophia Amalia van Brunswijk-Lüneburg (1628-1685) | Sophia Amalia van Brunswijk-Lüneburg (1628-1685) | Sophia Amalia van Brunswijk-Lüneburg (1628-1685) | Sophia Amalia van Brunswijk-Lüneburg (1628-1685) | Sophia Amalia van Brunswijk-Lüneburg (1628-1685) | Sophia Amalia van Brunswijk-Lüneburg (1628-1685) |                                                |                                                |                                                |                                                |                                          |                                          |                                          |                                          |                                        |                                        | Willem VI van Hessen-Kassel (1629-1663)        | Willem VI van Hessen-Kassel (1629-1663)        | Willem VI van Hessen-Kassel (1629-1663)           | Willem VI van Hessen-Kassel (1629-1663)           | Willem VI van Hessen-Kassel (1629-1663)           | Willem VI van Hessen-Kassel (1629-1663)           |                                                   |                                                   |                                                |                                                |                                                |                                                | Hedwig Sophie van Brandenburg (1623-1683) | Hedwig Sophie van Brandenburg (1623-1683) | Hedwig Sophie van Brandenburg (1623-1683) | Hedwig Sophie van Brandenburg (1623-1683) | Hedwig Sophie van Brandenburg (1623-1683)    | Hedwig Sophie van Brandenburg (1623-1683)    |                                              |                                              |                                              |                                              |  |  |  |  |  |  |  |  |  |  |  |  |  |  |  |  |  |  |  |  |  |  |  |  |  |  |  |  |  |  |  |  |  |  |  |  |  |  |  |  |  |  |  |  |  |  |  |  |
|                                          |                                          |                                          |                                          |                                          |                                          |                                            |                                            |                                              |                                              | Christiaan V van Denemarken (1646–1699)      | Christiaan V van Denemarken (1646–1699)      | Christiaan V van Denemarken (1646–1699)      | Christiaan V van Denemarken (1646–1699)      | Christiaan V van Denemarken (1646–1699)    | Christiaan V van Denemarken (1646–1699)    |                                                  |                                                  |                                                  |                                                  |                                                  |                                                  |                                                |                                                |                                                |                                                |                                          |                                          |                                          |                                          |                                        |                                        |                                                |                                                |                                                   |                                                   |                                                   |                                                   | Charlotte Amalia van Hessen-Kassel (1650–1714)    | Charlotte Amalia van Hessen-Kassel (1650–1714)    | Charlotte Amalia van Hessen-Kassel (1650–1714) | Charlotte Amalia van Hessen-Kassel (1650–1714) | Charlotte Amalia van Hessen-Kassel (1650–1714) | Charlotte Amalia van Hessen-Kassel (1650–1714) |                                           |                                           |                                           |                                           |                                              |                                              |                                              |                                              |                                              |                                              |  |  |  |  |  |  |  |  |  |  |  |  |  |  |  |  |  |  |  |  |  |  |  |  |  |  |  |  |  |  |  |  |  |  |  |  |  |  |  |  |  |  |  |  |  |  |  |  |
|                                          |                                          |                                          |                                          |                                          |                                          |                                            |                                            |                                              |                                              | Christiaan V van Denemarken (1646–1699)      | Christiaan V van Denemarken (1646–1699)      | Christiaan V van Denemarken (1646–1699)      | Christiaan V van Denemarken (1646–1699)      | Christiaan V van Denemarken (1646–1699)    | Christiaan V van Denemarken (1646–1699)    |                                                  |                                                  |                                                  |                                                  |                                                  |                                                  |                                                |                                                |                                                |                                                |                                          |                                          |                                          |                                          |                                        |                                        |                                                |                                                |                                                   |                                                   |                                                   |                                                   | Charlotte Amalia van Hessen-Kassel (1650–1714)    | Charlotte Amalia van Hessen-Kassel (1650–1714)    | Charlotte Amalia van Hessen-Kassel (1650–1714) | Charlotte Amalia van Hessen-Kassel (1650–1714) | Charlotte Amalia van Hessen-Kassel (1650–1714) | Charlotte Amalia van Hessen-Kassel (1650–1714) |                                           |                                           |                                           |                                           |                                              |                                              |                                              |                                              |                                              |                                              |  |  |  |  |  |  |  |  |  |  |  |  |  |  |  |  |  |  |  |  |  |  |  |  |  |  |  |  |  |  |  |  |  |  |  |  |  |  |  |  |  |  |  |  |  |  |  |  |
|                                          |                                          |                                          |                                          |                                          |                                          |                                            |                                            |                                              |                                              |                                              |                                              |                                              |                                              |                                            |                                            |                                                  |                                                  |                                                  |                                                  |                                                  |                                                  |                                                |                                                |                                                |                                                |                                          |                                          |                                          |                                          |                                        |                                        |                                                |                                                |                                                   |                                                   |                                                   |                                                   |                                                   |                                                   |                                                |                                                |                                                |                                                |                                           |                                           |                                           |                                           |                                              |                                              |                                              |                                              |                                              |                                              |  |  |  |  |  |  |  |  |  |  |  |  |  |  |  |  |  |  |  |  |  |  |  |  |  |  |  |  |  |  |  |  |  |  |  |  |  |  |  |  |  |  |  |  |  |  |  |  |
|                                          |                                          |                                          |                                          |                                          |                                          |                                            |                                            |                                              |                                              |                                              |                                              |                                              |                                              |                                            |                                            |                                                  |                                                  |                                                  |                                                  |                                                  |                                                  |                                                |                                                |                                                |                                                |                                          |                                          |                                          |                                          |                                        |                                        |                                                |                                                |                                                   |                                                   |                                                   |                                                   |                                                   |                                                   |                                                |                                                |                                                |                                                |                                           |                                           |                                           |                                           |                                              |                                              |                                              |                                              |                                              |                                              |  |  |  |  |  |  |  |  |  |  |  |  |  |  |  |  |  |  |  |  |  |  |  |  |  |  |  |  |  |  |  |  |  |  |  |  |  |  |  |  |  |  |  |  |  |  |  |  |
| Frederik IV van Denemarken (1671-1730)   | Frederik IV van Denemarken (1671-1730)   | Frederik IV van Denemarken (1671-1730)   | Frederik IV van Denemarken (1671-1730)   | Frederik IV van Denemarken (1671-1730)   | Frederik IV van Denemarken (1671-1730)   |                                            |                                            | Christiaan Willem van Denemarken (1672-1673) | Christiaan Willem van Denemarken (1672-1673) | Christiaan Willem van Denemarken (1672-1673) | Christiaan Willem van Denemarken (1672-1673) | Christiaan Willem van Denemarken (1672-1673) | Christiaan Willem van Denemarken (1672-1673) |                                            |                                            | Christiaan van Denemarken (1675-1695)            | Christiaan van Denemarken (1675-1695)            | Christiaan van Denemarken (1675-1695)            | Christiaan van Denemarken (1675-1695)            | Christiaan van Denemarken (1675-1695)            | Christiaan van Denemarken (1675-1695)            |                                                |                                                | Sophia Hedwig van Denemarken (1677-1735)       | Sophia Hedwig van Denemarken (1677-1735)       | Sophia Hedwig van Denemarken (1677-1735) | Sophia Hedwig van Denemarken (1677-1735) | Sophia Hedwig van Denemarken (1677-1735) | Sophia Hedwig van Denemarken (1677-1735) |                                        |                                        | Christina Charlotte van Denemarken (1679-1689) | Christina Charlotte van Denemarken (1679-1689) | Christina Charlotte van Denemarken (1679-1689)    | Christina Charlotte van Denemarken (1679-1689)    | Christina Charlotte van Denemarken (1679-1689)    | Christina Charlotte van Denemarken (1679-1689)    |                                                   |                                                   | Karel van Denemarken (1680-1729)               | Karel van Denemarken (1680-1729)               | Karel van Denemarken (1680-1729)               | Karel van Denemarken (1680-1729)               | Karel van Denemarken (1680-1729)          | Karel van Denemarken (1680-1729)          |                                           |                                           | Willem van Denemarken (1687-1705)            | Willem van Denemarken (1687-1705)            | Willem van Denemarken (1687-1705)            | Willem van Denemarken (1687-1705)            | Willem van Denemarken (1687-1705)            | Willem van Denemarken (1687-1705)            |  |  |  |  |  |  |  |  |  |  |  |  |  |  |  |  |  |  |  |  |  |  |  |  |  |  |  |  |  |  |  |  |  |  |  |  |  |  |  |  |  |  |  |  |  |  |  |  |

Gorm · Harald I · Sven I · Harald II · Knoet II · Knoet III · Magnus I · Sven II · Harald III · Knoet IV · Olaf I · Erik I · Niels · Erik II · Erik III · Sven III · Knoet V · Waldemar I · Knoet VI · Waldemar II · Erik IV · Abel · Christoffel I · Erik V · Erik VI · Christoffel II · Waldemar III · Christoffel II · Waldemar IV · Olaf II · Margaretha I · Erik VII · Christoffel III · Christiaan I · Johan · Christiaan II · Frederik I · Christiaan III · Frederik II · Christiaan IV · Frederik III · Christiaan V · Frederik IV · Christiaan VI · Frederik V · Christiaan VII · Frederik VI · Christiaan VIII · Frederik VII · Christiaan IX · Frederik VIII · Christiaan X · Frederik IX · Margrethe II · Frederik X
- Bibsys: 90404565
- Bibliothèque nationale de France: cb13536999w (data)
- Gemeinsame Normdatei: 119546256
- International Standard Name Identifier: 0000 0001 2132 9831
- KulturNav: 407470b2-f61f-414d-b5aa-23a646900646
- Library of Congress Control Number: n85050999
- Nationale Bibliotheek van Polen: a0000002807054
- Nederlandse Thesaurus van Auteursnamen: 303110678
- Istituto Centrale per il Catalogo Unico: MUSV025555
- LIBRIS: 210445
- Système universitaire de documentation: 050671383
- Museum of New Zealand Te Papa Tongarewa: 68723
- Union List of Artist Names: 500217399
- Virtual International Authority File: 283319376
- WorldCat: E39PBJppGwDt9mt386vwWYvfv3